# Фаунтейн 1B
Фаунтейн 1B (англ. Fountain 1B) — індіанська резервація в Канаді, у провінції Британська Колумбія, у межах регіонального округу Сквоміш-Лілует.

## Населення
За даними перепису 2016 року, індіанська резервація нараховувала 73 особи, показавши зростання на 43,1%, порівняно з 2011-м роком. Середня густина населення становила 84,1 осіб/км².
З офіційних мов обидвома одночасно не володів жоден з жителів, тільки англійською — 75.
Працездатне населення становило 63,6% усього населення, рівень безробіття — 28,6%.

## Клімат
Середня річна температура становить 6,3°C, середня максимальна – 20,3°C, а середня мінімальна – -11,1°C. Середня річна кількість опадів – 420 мм.
| Клімат поселення                              | Клімат поселення | Клімат поселення | Клімат поселення | Клімат поселення | Клімат поселення | Клімат поселення | Клімат поселення | Клімат поселення | Клімат поселення | Клімат поселення | Клімат поселення | Клімат поселення | Клімат поселення |
| Показник                                      | Січ.             | Лют.             | Бер.             | Квіт.            | Трав.            | Черв.            | Лип.             | Серп.            | Вер.             | Жовт.            | Лист.            | Груд.            |                  |
| Середній максимум, °C                         | 0,50             | 4,27             | 7,86             | 11,55            | 16,16            | 19,96            | 20,26            | 20,12            | 15,82            | 9,97             | 2,95             | −1,48            |                  |
| Середня температура, °C                       | −5,27            | −1,5             | 2,08             | 5,79             | 10,39            | 14,20            | 17,29            | 17,18            | 12,86            | 7,02             | 0,00             | −4,44            |                  |
| Середній мінімум, °C                          | −11,06           | −7,27            | −3,68            | 0,03             | 4,62             | 8,44             | 14,34            | 14,22            | 9,90             | 4,06             | −2,96            | −7,38            |                  |
| Норма опадів, мм                              | 41               | 26               | 20               | 22               | 34               | 41               | 42               | 34               | 29               | 35               | 48               | 48               |                  |
| Середньомісячна швидкість вітру, м/с          | 2.14             | 2.24             | 2.55             | 2.78             | 2.60             | 2.45             | 2.29             | 2.10             | 2.00             | 2.23             | 2.28             | 2.17             |                  |
| Середньомісячна сонячна радіація, кДж/м²·день | 3145             | 6276             | 10857            | 15810            | 19338            | 21005            | 21774            | 18466            | 12985            | 7247             | 3489             | 2446             |                  |
| --------------------------------------------- | ---------------- | ---------------- | ---------------- | ---------------- | ---------------- | ---------------- | ---------------- | ---------------- | ---------------- | ---------------- | ---------------- | ---------------- | ---------------- |
| Джерело:                                      |                  |                  |                  |                  |                  |                  |                  |                  |                  |                  |                  |                  |                  |